# Jack Hinshelwood
Jack Luca Hinshelwood (Chichester, 11 april 2005) is een Engels voetballer die bij voorkeur als middenvelder speelt. Hij speelt bij Brighton & Hove Albion.

## Clubcarrière
Hinshelwood sloot zich op zevenjarige leeftijd aan in de jeugd van Brighton & Hove Albion. Op 14 april 2023 tekende hij zijn eerste profcontract. Op 28 mei 2023 debuteerde hij in de Premier League tegen Aston Villa. Op 6 december 2023 scoorde Hinshelwood zijn eerste doelpunt tegen Brentford. Op 9 april 2024 tekende hij een contractverlenging tot 2028.